# Leone Leoni (compositore)
Leone Leoni (Verona, 1560 circa – Vicenza, 24 giugno 1627) è stato un compositore italiano.

## Biografia
Dal 1588 fu maestro di cappella del Duomo di Vicenza, succedendo a Giammateo Asola, di cui era stato allievo e collaboratore. Contribuì all'edizione dell'antologia Psalmodia vespertina dell'Asola dedicata a Giovanni Pierluigi da Palestrina e data alle stampe a Venezia. Cercò invano, nonostante la diffusione della sua fama, di entrare alla Corte dell'arcivescovo di Salisburgo o del principe-vescovo di Trento, incarichi considerati più importanti di quello vicentino, sebbene Vicenza godesse di una vita musicale animata, soprattutto nel secondo decennio del XVII secolo.
Divenne membro dell'Accademia Olimpica di Vicenza, in un periodo compreso fra il 1609 e il 1612.

## Opere
Fu attivo soprattutto come compositore di musica sacra. Compose mottetti per coro, alcuni per più parti, con accompagnamento strumentale. Come maestro di cappella di una cattedrale, compose anche messe (fra cui la Missa "Ab austro veniet" a 12 voci), salmi, Magnificat e altra musica liturgica, in parte pubblicata nella raccolta Cantici sacri (1608).
Fu anche madrigalista, con composizioni di soggetto sia sacro sia profano.
Alcuni libri di suoi mottetti furono dati alle stampe con il titolo Sacri fiori a Venezia.

## Allievi
Fra i suoi allievi vi sono Alba Tressina e probabilmente Ludovico Balbi.